# Namibische Radsportmeisterschaften

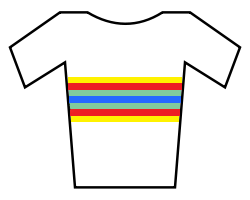
Namibisches Meistertrikot

Die namibischen Radsportmeisterschaften (englisch Namibian Cycling Championships) sind alljährlich von der Namibian Cycling Federation (NCF) ausgetragene Radsportmeisterschaften im Straßenrennen, Einzelzeitfahren, MTB Cross-Country und MTB-Marathon in Namibia.

## Frauen

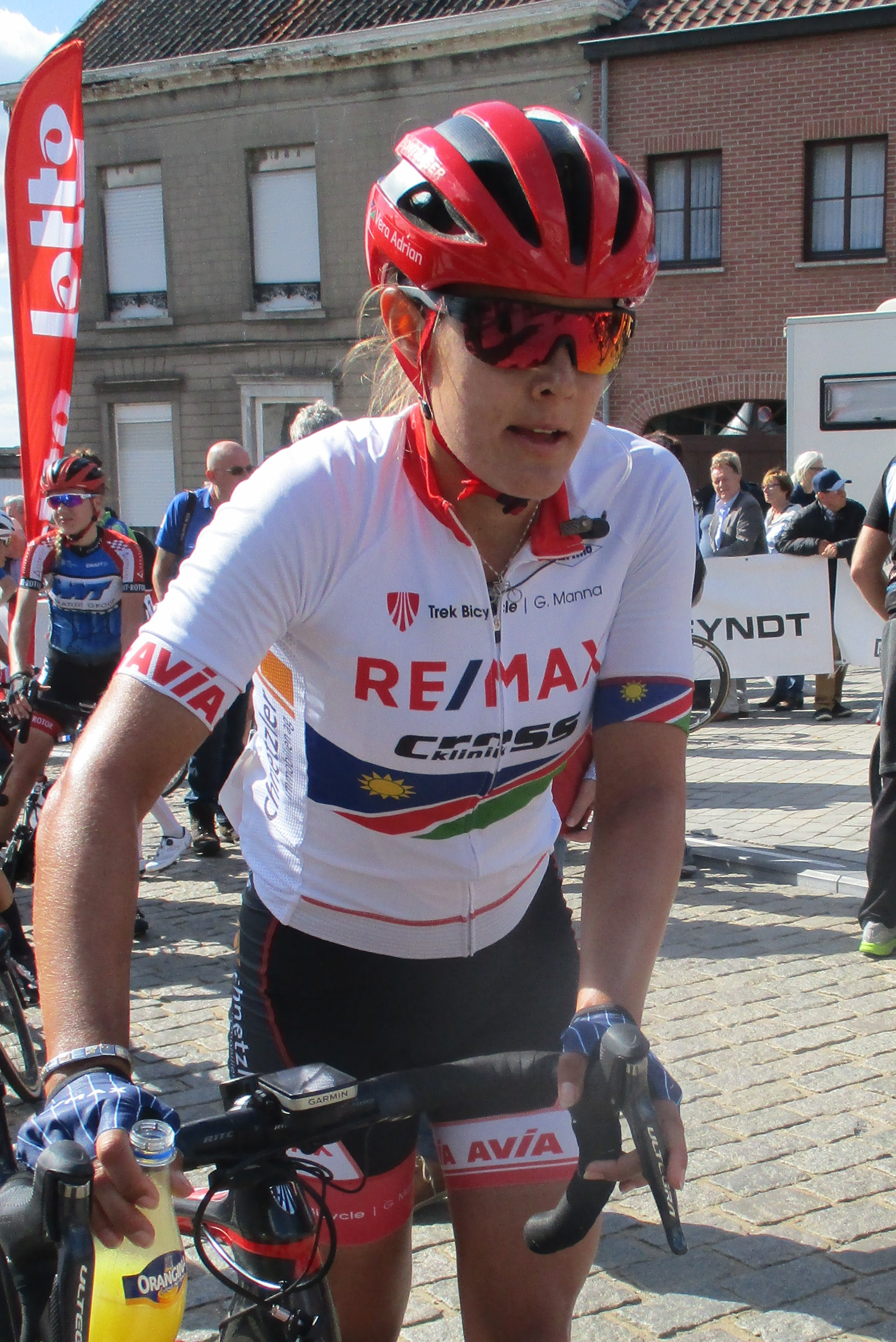
Vera Adrian (2018)

| Jahr | Straßenrennen               | Einzelzeitfahren      | MTB-Cross Country    | MTB-Marathon         |
| ---- | --------------------------- | --------------------- | -------------------- | -------------------- |
| 2025 | Anri Greef                  | Anri Greef            |                      |                      |
| 2024 | Vera Looser (Adrian) (12)   | Vera Looser (8)       |                      |                      |
| 2023 | Vera Looser (11)            | Melissa Hinz          | Monique du Plessis   | Vera Looser (3)      |
| 2022 | Vera Looser (10)            | Vera Looser (7)       | Monique du Plessis   | Vera Looser (2)      |
| 2021 | Vera Looser (9)             | Vera Looser (6)       | Carmen Johannes      | Carmen Johannes      |
| 2020 | Vera Adrian (8)             | Melissa Hinz          | Michelle Vorster (5) |                      |
| 2019 | Vera Adrian (7)             | Vera Adrian (5)       | Irene Steyn (2)      | Michelle Vorster (3) |
| 2018 | Vera Adrian (6)             | Irene Steyn (3)       | Michelle Vorster (4) |                      |
| 2017 | Vera Adrian (5)             | Vera Adrian (4)       | Michelle Vorster (3) | Michelle Vorster (2) |
| 2016 | Vera Adrian (4)             | Vera Adrian (3)       | Michelle Vorster (2) |                      |
| 2015 | Vera Adrian (3)             | Vera Adrian (2)       | Michelle Vorster (1) | Michelle Vorster (1) |
| 2014 | Vera Adrian (2)             | Irene Steyn (2)       | Irene Steyn (1)      | Vera Adrian          |
| 2013 | Irene Steyn                 | Irene Steyn (1)       | Vera Adrian (2)      |                      |
| 2012 | Vera Adrian (1)             | Vera Adrian (1)       | Vera Adrian (1)      |                      |
| 2011 | Carmen Bassingthwaighte (2) | Charmaine Shannon (3) | Heletjie van Staden  |                      |
| 2010 | Heletjie van Staden         | Charmaine Shannon (2) |                      |                      |
| 2009 | Carmen Bassingthwaighte (1) | Charmaine Shannon (1) | Charmaine Shannon    |                      |
| 2008 | Cordula Möller              |                       |                      |                      |
| 2007 | Chermaine Shannon           | Cordula Möller        |                      |                      |

## Männer

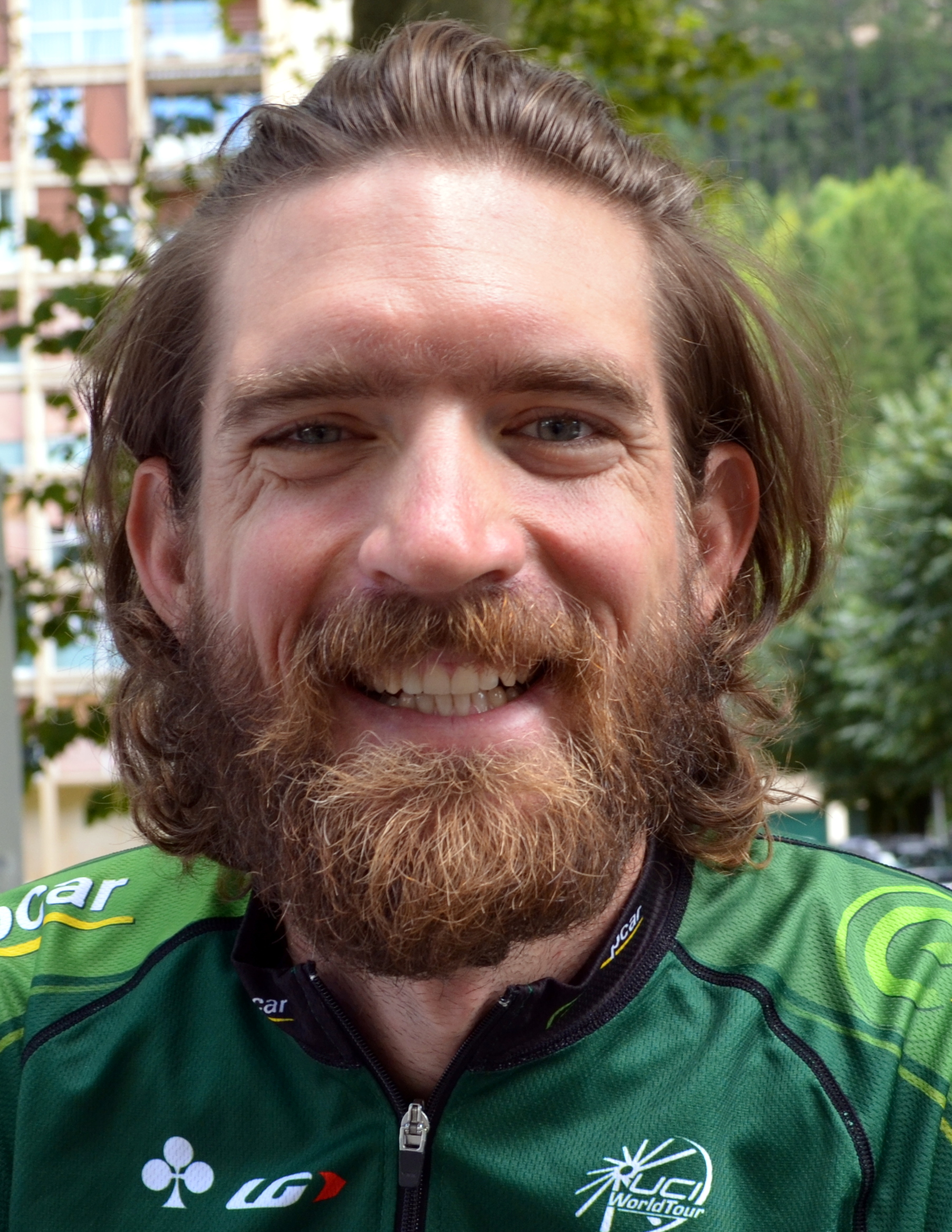
Dan Craven (2014)

| Jahr | Straßenrennen      | Einzelzeitfahren     | MTB-Cross Country         | MTB-Marathon     |
| ---- | ------------------ | -------------------- | ------------------------- | ---------------- |
| 2025 | Alex Miller (3)    | Alex Miller          |                           |                  |
| 2024 | Alex Miller (2)    | Drikus Coetzee (6)   |                           |                  |
| 2023 | Tristan de Lange   | Drikus Coetzee (5)   | Alex Miller (5)           | Alex Miller (4)  |
| 2022 | Drikus Coetzee (2) | Jean-Paul Burger     | Alex Miller (4)           | Alex Miller (3)  |
| 2021 | Drikus Coetzee     | Drikus Coetzee (4)   | Alex Miller (3)           | Alex Miller (2)  |
| 2020 | Dan Craven (6)     | Drikus Coetzee (3)   | Alex Miller (2)           |                  |
| 2019 | Alex Miller        | Drikus Coetzee (2)   | Alex Miller (1)           | Alex Miller      |
| 2018 | Martin Freyer      | Drikus Coetzee (1)   | Tristan de Lange          |                  |
| 2017 | Till Drobisch (2)  | Till Drobisch (4)    | Xavier Papo (2)           | Costa Seibeb (2) |
| 2016 | Dan Craven (5)     | Till Drobisch (3)    | Xavier Papo               | Till Drobisch    |
| 2015 | Dan Craven (4)     | Gerhard Mans         | Costa Seibeb              | Costa Seibeb (1) |
| 2014 | Costa Seibeb       | Till Drobisch (2)    | Heiko Redecker            | Heiko Redecker   |
| 2013 | Till Drobisch (1)  | Till Drobisch (1)    | Heinrich Köhne            |                  |
| 2012 | Lotto Petrus (2)   | Lotto Petrus (2)     | Marc Bassingthwaighte (4) |                  |
| 2011 | Lotto Petrus (1)   | Lotto Petrus (1)     | Marc Bassingthwaighte (3) |                  |
| 2010 | Joris Harteveld    | Jacques Celliers (3) | Marc Bassingthwaighte (2) |                  |
| 2009 | Tjipee Murangi     | Erik Hoffmann        | Marc Bassingthwaighte (1) |                  |
| 2008 | Dan Craven (3)     | Jacques Celliers (2) |                           |                  |
| 2007 | Erik Hoffmann      | Jacques Celliers (1) |                           |                  |
| 2006 | Dan Craven (2)     |                      |                           |                  |
| 2005 | Dan Craven (1)     |                      |                           |                  |

## Beste nationale Radsportler

### Frauen
| Name                    | Titel         | Titel            | Titel             | Titel        | Titel  |
| Name                    | Straßenrennen | Einzelzeitfahren | MTB-Cross Country | MTB-Marathon | Gesamt |
| ----------------------- | ------------- | ---------------- | ----------------- | ------------ | ------ |
| Vera Looser             | 12            | 8                | 2                 | 3            | 25     |
| Michelle Vorster        | –             | –                | 5                 | 3            | 8      |
| Irene Steyn             | 1             | 3                | 2                 | –            | 6      |
| Shermaine Shannon       | 1             | 3                | 1                 | –            | 5      |
| Carmen Bassingthwaighte | 2             | –                | –                 | –            | 2      |
| Anri Greef              | 1             | 1                | –                 | –            | 2      |
| Melissa Hinz            | –             | 2                | –                 | –            | 2      |
| Carmen Johannes         | –             | –                | 1                 | 1            | 2      |
| Cordula Möller          | 1             | 1                | –                 | –            | 2      |
| Monique du Plessis      | –             | –                | 2                 | –            | 2      |
| Heletjie van Staden     | 1             | –                | 1                 | –            | 2      |

### Männer
| Name                  | Titel         | Titel            | Titel             | Titel        | Titel  |
| Name                  | Straßenrennen | Einzelzeitfahren | MTB-Cross Country | MTB-Marathon | Gesamt |
| --------------------- | ------------- | ---------------- | ----------------- | ------------ | ------ |
| Alex Miller           | 3             | 1                | 5                 | 4            | 13     |
| Drikus Coetzee        | 2             | 6                | –                 | –            | 8      |
| Til Drobisch          | 2             | 4                | –                 | 1            | 7      |
| Dan Craven            | 6             | –                | –                 | –            | 6      |
| Marc Bassingthwaighte | –             | –                | 4                 | –            | 4      |
| Lotto Petrus          | 2             | 2                | –                 | –            | 4      |
| Costa Seibeb          | 1             | –                | 1                 | 2            | 4      |
| Jacques Celliers      | –             | 3                | –                 | –            | 3      |
| Erik Hoffmann         | 1             | 1                | –                 | –            | 2      |
| Tristan de Lange      | 1             | –                | 1                 | –            | 2      |
| Xavier Papo           | –             | –                | 2                 | –            | 2      |
| Heiko Redecker        | –             | –                | 1                 | 1            | 2      |
| Jean-Paul Burger      | –             | 1                | –                 | –            | 1      |
| Martin Freyer         | 1             | –                | –                 | –            | 1      |
| Joris Harteveld       | 1             | –                | –                 | –            | 1      |
| Heinrich Köhne        | –             | –                | 1                 | –            | 1      |
| Gerhard Mans          | –             | 1                | –                 | –            | 1      |
| Tjipee Murangi        | 1             | –                | –                 | –            | 1      |